# Double O Arch

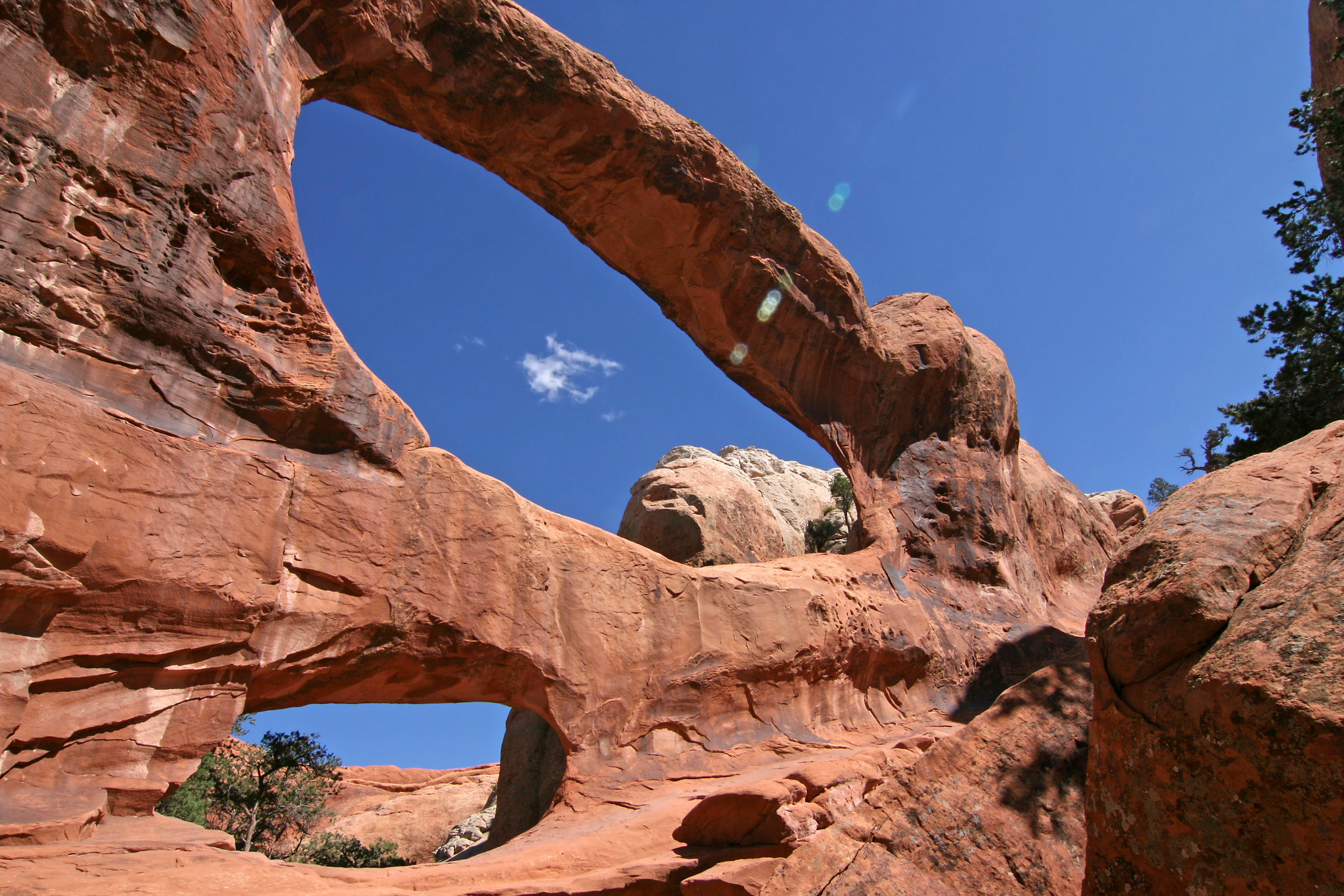
Double O Arch

Double O Arch – para naturalnych łuków skalnych w stanie Utah w Stanach Zjednoczonych, w północnej części Parku Narodowego Arches znanej jako Devil’s Garden.
W pobliże łuku prowadzi pieszy szlak turystyczny, którego początek znajduje się przy parkingu Devils Garden. Pierwsza połowa drogi jest stosunkowo łatwa i prowadzi w pobliżu łuku Landscape Arch, uważanego za najdłuższy naturalny łuk skalny na świecie. Stamtąd szlak staje się coraz trudniejszy i przepaścisty. Szlak ma długość około 3,2 km w jedną stronę a dojście do łuku i z powrotem zajmuje przeciętnie około 2-3 godziny.